# Klassieke natuurkunde
Onder de klassieke natuurkunde wordt meestal de natuurkunde verstaan van vóór de komst van de relativiteitstheorie en de kwantummechanica. Deze laatste twee theorieën luidden samen de moderne natuurkunde van de twintigste eeuw in.
Tot de klassieke natuurkunde rekent men de klassieke mechanica, de elektrodynamica, de thermodynamica, de vloeistofmechanica, en de optica. Het gaat vooral om natuurkunde zoals beschreven door Archimedes, Galilei, Newton en Maxwell. De natuurkundige ontwikkelingen na 1900, die op de relativiteitstheorie van Einstein, kwantummechanica van Bohr, Heisenberg en anderen en de atoomtheorie verder bouwen noemt men moderne natuurkunde. Op de middelbare school krijgen de leerlingen meestal alleen te maken met de klassieke natuurkunde. Op de universiteit volgt pas de moderne natuurkunde omdat deze niet goed te volgen is zonder een flinke dosis hogere wiskunde.
De klassieke theorieën zijn echter nog steeds waardevol omdat ze vaak een goede benadering zijn van de modellen die de, meer precieze, moderne natuurkunde beschrijft en die in de meeste 'alledaagse omstandigheden' voldoet. Zolang er geen processen op subatomair niveau beschreven worden of met extreem grote versnellingen en energieën of met zeer grote zwaartekracht, voldoet de klassieke natuurkunde uitstekend. Een aantal aannames blijken echter niet meer geldig.
- In de klassieke natuurkunde neemt men aan dat de tijd een absolute grootheid is. Deze hangt echter van het referentiekader af.
- Verder nam men aan dat alles in een driedimensionale cartesische ruimte gebeurde. Ruimte is echter gekromd en hangt met de tijd samen.
- Licht werd beschreven als een elektromagnetische golf die met de Maxwell-vergelijkingen beschreven kan worden. Licht bestaat echter uit kwanten.
- Daarnaast nam men aan dat van een object op een bepaald moment zowel de plaats als de snelheid met hoge nauwkeurigheid bepaald kon worden. In werkelijkheid wordt de meetnauwkeurigheid begrensd door de onzekerheidsrelatie van Heisenberg.

In de praktijk wordt bij het oplossen van fysische vraagstukken eerst gekeken of het probleem voldoende nauwkeurig met modellen uit de klassieke natuurkunde opgelost kan worden. Zo niet, dan moet voor de nauwkeurigheid rekening gehouden worden met kwantum- of relativistische effecten.